# 연애 소설

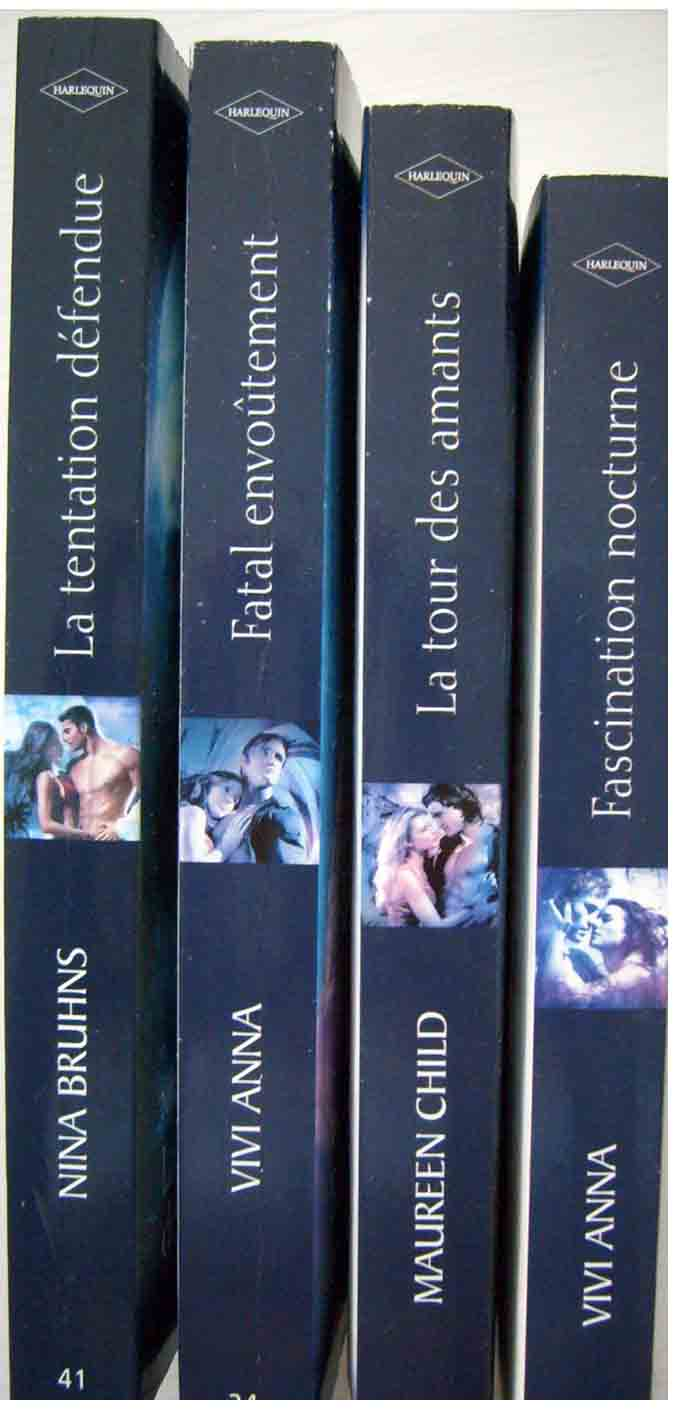
할리퀸에서 출간된 소설

연애 소설(戀愛小說)은 로맨스 소설이라고도 하며, 남녀 간 혹은 동성 간의 연애를 주제로 한 소설이다.

## 개요
연애 소설은 여성을 위한 현대적인 성애를 다룬 가장 인기 있는 형태의 문학이다. 어떤 연애 소설에서는 에로틱한 행위가 많이 포함되어 있고, 어떤 연애 소설에서는 남녀가 키스하는 장면 이상의 에로틱한 행위는 없다. 로맨스 장르는 이 두 극단 사이의 스펙트럼을 실행한다.
여성이 모든 연애 소설의 90%를 구매하기 때문에, 대부분의 연애 소설은 여성의 관점에서 이야기한다. 포르노가 남성의 관점에서 다루고 있다면, 연애 소설은 여성의 관점에서 다루고 있으며, 에로틱한 행위가 많이 포함되어 있는 장르는 커닐링구스 같은 성행위 장면이 두드러지는 것이 특징이다.
고전적인 연애 소설로서는, 스탕달의 "적과 흑", 제인 오스틴의 "오만과 편견" · "이성과 감성", 마거릿 미첼의 "바람과 함께 사라지다", 에밀리 브론테의 "폭풍의 언덕", 샬럿 브론테의 "제인 에어", 괴테의 "젊은 베르테르의 슬픔", 이반 투르게네프의 "첫사랑", 무라사키 시키부의 "겐지모노가타리", 장자크 루소의 "신 엘로이스" 등을 들 수 있다.
제인 오스틴은 연애 장르 소설에 있어, 중요한 영향을 미쳤다. 1813년에 출판된 "오만과 편견"은 사상 최고의 연애 소설로 불린다. 빅토리아 시대 초기에 브론테 자매들은 제인 오스틴과 마찬가지로 후기 대중 소설에 영향을 미치는 문학 소설을 썼다. 1847년에 출판된 "제인 에어"의 작가 샬럿 브론테는 고립된 여주인공을 소개했다. 브론테가의 러브 로맨스는 연애 소설 형식에 고딕 소설과 엘리자베스 드라마의 요소를 포함시키고 있는 유연성을 보여준다.
순수 문학으로 간주되는 작품들도 많지만, 통속적인 내용의 것은 연애 소설, 즉 로맨스 소설이라는 칭호로 많이 불린다. 통속적인 로맨스 소설은 젊은 남녀간에 흔히 있음직 한 연애 체험이나 사건을 테마로 하거나, 순애를 강조한 공상적인 이야기를 담고 있는 것이 많다. 청소년 소설, 청소년을 위한 작품이 많기 때문에 흔한 패턴, 결말인 경우가 많다.
이들 소설을, 젊은 여성의 한여름의 연애, 해외 체험, 피서지, 신데렐라 스토리와 같은 패턴에 맞추어, 소비되는 문학으로서 잇달아 만들어 내고, 그것을 하나의 출판 스타일로까지 한 것도 있다. 할리퀸 로맨스라고 하는 것이 그것으로, 1949년에 창립한 캐나다 출판사 할리퀸 엔터프라이지스가 시판한 일련의 페이퍼백 책이나 그 번역서를 들 수 있다. 작가로서는, 바버라 카틀랜드 등이 있다. 또, 이와 유사한 출판물도 포함하기도 한다.
현대의 로맨스 장르는 1972년에 태어났다. 미국 작가 캐서린 우디위스가 쓴 "화염과 꽃"(The flame and the flower)은 "로맨스 프레스 에이번"(Romance Press Avon)에 의해 출판되었다. 1980년대에 접어들어 로맨스 소설은 여러 유형을 만들어 냈으며, 작가들은 이야기의 주인공이 현대인들에게 더 관련성이 있도록 다양한 형태의 이야기를 시도했다.

## 형태

### 카테고리 로맨스
카테고리 로맨스는 비교적 짧으며, 200 페이지 또는 55,000 단어를 넘지 않는다. 책은 상세하게 기술된 레이블에서 출판되며, 각각의 레이블에서는 매달 일정한 수의 책이 출판된다. 많은 경우에 책에는 레이블의 번호가 부여된다. 가장 큰 카테고리 로맨스 출판사인 할리퀸/밀스 앤 분에서 출판된 작품은 26개 이상의 언어로 번역되어 100개 이상의 국가에서 판매되기도 한다.

### 단일 타이틀 로맨스
단일 타이틀 로맨스는 출판사의 카테고리에서 출판되지 않으며, 카테고리 로맨스보다 길다. 대개는 350에서 400 페이지 또는 100,000에서 110,000 단어로 출판된다. 출판사는 판매나 홍보를 원인으로 더 짧은 기간 동안 소설을 출간할 수 있으나 작가들은 평균적으로 일 년에 1.5권의 소설을 쓰고, 1권을 출판한다.

## 같이 보기
- 할리퀸 엔터프라이지스
- BL (장르)